# اسید فنیل‌آرسونیک
اسید فنیل‌آرسونیک (به انگلیسی: Phenylarsonic acid) یک ترکیب شیمیایی با شناسه پاب‌کم ۷۳۶۵ است.